# يفيم بغولوبوف
يفيم ديميترفيتش بغولوبوف (بالألمانية: Efim Bogoljubow)‏ ولد في كييف (أوكرانيا حاليا الإمبراطورية الروسية سابقا) في 14 أفريل 1889 وتوفي في 18 جوان 1852 بتريبرغ، ألمانيا وهو لاعب شطرنج روسي ثم سوفياتي وحصل الجنسية الألمانية في 1927، فاز ببطولة الاتحاد السوفياتي عامي (1924، 1925) وفاز ببطولة موسكو 1925 متقدما على لاسكر وكابابلانكا وبعدها استقر في ألمانيا نهائيا سنة 1926.
في ألمانيا فاز ببطولة باد كيسينغن 1928  متفوقا على كابابلانكا، ماكس إيوي ونيمزوفيتش وبعدها نافس أليخين في مقابلتين على بطولة العالم سنة 1929 و1934 وفاز ببطولة كونغرس الاتحادية الألمانية في (1925 - 1932) وكذلك بطولة ألمانيا عامي 1933 و1949، وحصل على لقب الأستاذ الكبير عام 1951 سنة واحدة قبل وفاته.

## اقتباسات
- «حين ألعب بالقطع البيضاء أفوز لأني ألعب بالقطع البيضاء وحين ألعب بالقطع السوداء أفوز لأني بغولوبوف» [2] وتعني كلمة بغولوبوف محبوب الإله في الروسية.
- «حين يكون حصان موجودا في K6 ،(e3/e6) فذلك أسوء من ظفر صدئ في ركبتك».

## روابط خارجية
- يفيم بغولوبوف على موقع مباريات الشطرنج (الإنجليزية)
- يفيم بغولوبوف على موقع 365Chess.com (الإنجليزية)
- يفيم بغولوبوف على موقع Chesstempo.com (الإنجليزية)
- يفيم بغولوبوف سجل أولمبياد الشطرنج على موقع OlimpBase.org (الإنجليزية)